# H.323

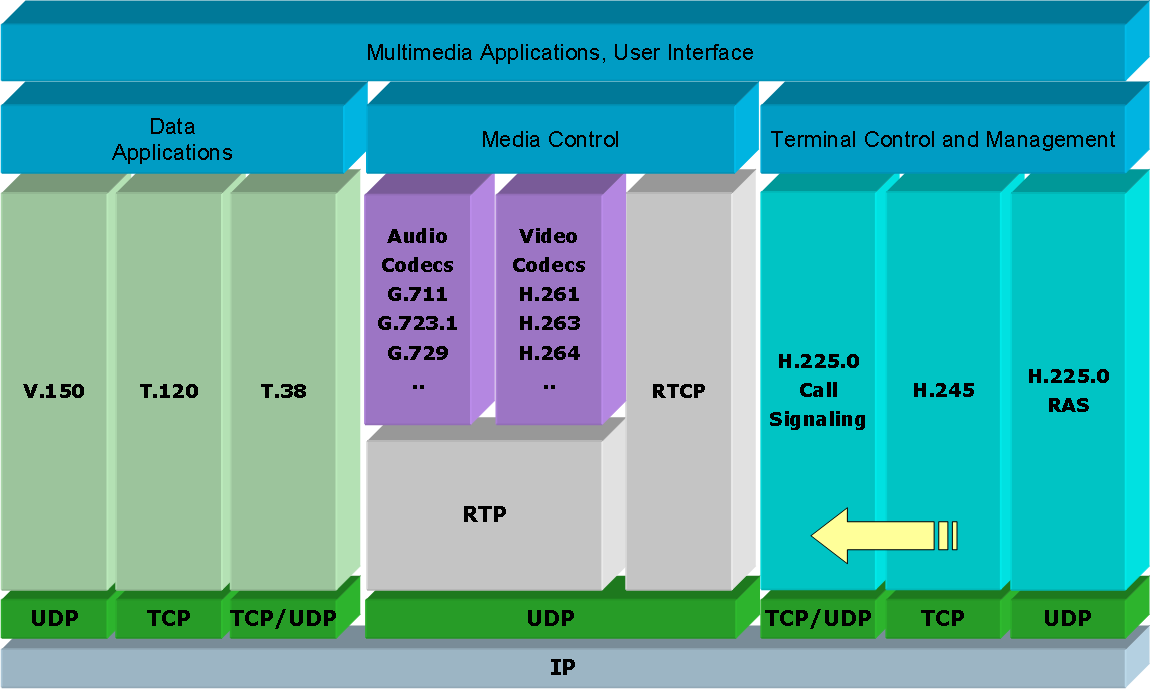
Schemat standardów komunikacji multimedialnej.

H.323 – jeden z najstarszych standardów w multimedialnej komunikacji (głos, obraz, wiadomości tekstowe). Protokół ten przesyła dane w czasie rzeczywistym, dzięki czemu możemy kontrolować opóźnienia. Standard stworzony do wideokonferencji ma także pewne wady. Dane przesyłane są pakietowo, korzystając zarówno z TCP zapewniającego dostarczenie każdego pakietu, jak i UDP, który tego nie gwarantuje. Głównym konkurentem tego protokołu jest standard SIP (Session Initiation Protocol), mający rozszerzoną funkcjonalność względem opisywanego protokołu.
Opracowany i zaakceptowany przez ITU w 1996 r. protokół H.323 zrewolucjonizował sposób prowadzenia telekonferencji i przesyłania głosu przez sieci IP. H.323 nadzoruje proces przesyłania danych multimedialnych w sieciach pakietowych, wykonując to zadanie w czasie rzeczywistym. Standardy wchodzące w skład protokołu H.323 definiują dokładnie, jak poszczególne elementy systemu pracujące zgodnie z tym protokołem inicjują sesje multimedialne i jak stanowiska pracy wymieniają między sobą skompresowane dane audio i wideo. Już na początku lat 90. poszczególne firmy zainteresowały się przesyłaniem głosu przez sieci IP. Po jakimś czasie na rynku pojawiły się pierwsze aplikacje realizujące takie zadanie. I tu powstał problem. Wszystkie aplikacje pracowały najczęściej w oparciu o firmowe rozwiązania, tak że użytkownicy nie mogli stosować w jednym środowisku urządzeń produkowanych przez różne firmy, gdyż nie były one ze sobą zgodne. Od razu zrodził się pomysł, aby opracować jeden standard, który obowiązywałby wszystkie firmy. I tak właśnie powstał protokół H.323. Trzeba tu od razu powiedzieć, że pierwsza wersja standardu H.323 koncentrowała się na przesyłaniu głosu przez sieci LAN. Po jakimś czasie projektanci tego rodzaju aplikacji postanowili wprowadzić tę technologię do Internetu. Okazało się wtedy, że protokół H.323 V.1 nie wystarcza. Dlatego zaczęto od razu myśleć o kolejnej wersji tego protokołu, spełniającej oczekiwania użytkowników pracujących w Internecie. Prace nad protokołem H.323 V.2 zakończono pod koniec 1997 r. i w styczniu 1998 protokół H323 V.2 został oficjalnie zaakceptowany przez ITU.
Standaryzację H.323 zapoczątkowano ok. 10 lat temu, natomiast pierwszą jego wersję przyjęto w 1996 roku. H.323 należy do serii standardów komunikacyjnych nazywanych H.32x, opisujących połączenia multimedialne w różnych typach sieci, włączając w to ISDN i PSTN.
Ze względu na swoją elastyczność i bliskość sieciom IP, SIP staje się obecnie standardem dla istniejących i powstających rozwiązań komunikacji głosowej i wideo. Komponenty SIP, takie jak SDP, są np. używane w WebRTC do definiowania charakterystyk sesji. SIP został zbudowany w oparciu o HTTP i oryginalnie zaprojektowano go do obsługi internetowych konferencji multimedialnych. Architekturę protokołu SIP tworzą dodatkowo jeszcze dwa inne protokoły sygnalizacyjne: Session Description Protocol (SDP) i Session Announcement Protocol (SAP).

## Składniki protokołu H.323
Protokół H.323 definiuje cztery podstawowe składniki systemu przesyłającego w czasie rzeczywistym dane multimedialne:
- terminale,
- bramy,
- gatekeepers,
- jednostki kontrolne MCU (Multipoint Control Units).

Terminale pozwalają przesyłać dane multimedialne w czasie rzeczywistym. Terminale muszą zawsze obsługiwać dane audio (głos), a opcjonalne moduły terminalu mogą też przesyłać dodatkowo obrazy i dane.
W sieciach IP do przesyłania pakietów zawierających głos jest używany protokół UDP (User Datagram Protocol). Protokół ten nie przewiduje stosowania znaczników czasu, dlatego nie może kontrolować opóźnień. Aby uniknąć kłopotów wynikających z faktu, że protokoły IP/UDP nie mogą kontrolować opóźnień, projektanci aplikacji VoIP zaproponowali standard H.323.
Bramy H.323 świadczą swe usługi klientom H.323, tak aby mogły się komunikować z rozwiązaniami opartymi na innym protokole niż H.323. Brama to element sprzęgający sieć IP z siecią telefoniczną. Typowa brama H.323 zapewnia na przykład komunikację między terminalami H.323 i telefonami dołączonymi do standardowej sieci telefonicznej (opartej na komutacji obwodów). Brama musi więc dysponować mechanizmami konwertującymi różne formaty i obsługiwać sieci oparte na różnych technologiach.
Gatekeeper to element świadczący swe usługi punktom końcowym H.323 (takie jak translacja adresów i zarządzanie przepustowością łącza), kontrolujący proces inicjowania połączeń. W sieciach H.323 są to elementy opcjonalne. Jeśli w sieci istnieją takie opcjonalne elementy, punkty końcowe muszą używać swoich własnych usług, tak aby mogły się z nimi komunikować. Standardy H.323 definiują dokładnie, jakiego rodzaju usługi musi świadczyć gatekeeper, i określają dodatkowe funkcje, które może realizować taki element. W standardzie określony jest również protokół komunikacji GK – EP (end point) i jest nim H.225 (RAS)
Jednostki MCU obsługują konferencje, w których udział biorą co najmniej trzy (lub więcej) punkty końcowe. Jednostka MCU zarządza zasobami konferencji, prowadzi negocjacje między punktami końcowymi (uzgadniając na przykład metodę kodowania danych audio i wideo) i może (ale nie musi) sterować strumieniami pakietów zawierających dane multimedialne. MCU zawiera dwa rodzaje modułów:
Wymagany Multipoint Controller – który np. obsługuje sygnalizacje H.255.0 oraz odpowiada za negocjację parametrów komunikacji między punktami końcowymi (end points). MCU (Mostek konferencyjny) może również zawierać moduł Multipoint Processor – odpowiedzialny za np. Miksowanie różnych danych multimedialnych, translacje formatów, ewentualną redystrybucję strumieni do użytkowników.
W styczniu 1998 roku zatwierdzono drugą wersję tego standardu opisującą dodatkowo sposób tworzenia połączeń multimedialnych w sieciach WAN.
H.323 – wersja 2
Wersja 2 specyfikacji H.323 zawiera zarówno nowe rozwiązania, jak i wiele usprawnień, które poszerzają możliwości protokołów H.225, H.245 i Q.931 oraz powodują, że protokoły T.120/H.323 oferują szereg dodatkowych funkcji. Dzięki nowym mechanizmom wprowadzonym do wersji 2 głos można przesyłać nie tylko przez sieci LAN i wydzielone sieci IP, ale też przez Internet.
Użytkownik ma do dyspozycji szereg rozwiązań zwiększających bezpieczeństwo pracy i może elastycznie zarządzać aplikacjami przesyłającymi dane audio przez sieci pakietowe.